# 屯駐地

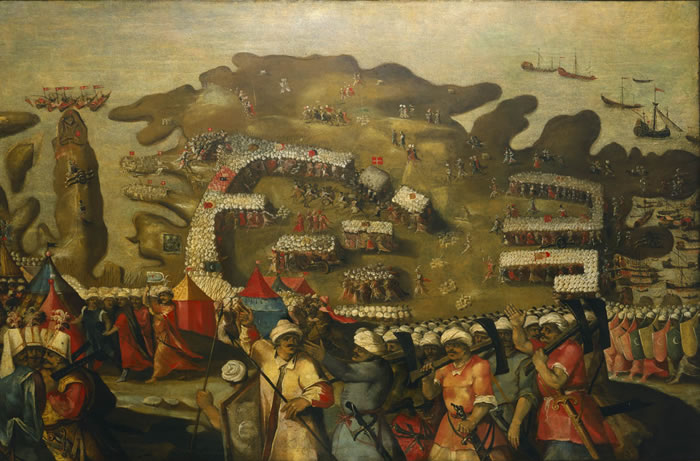
《土耳其艦隊到來》，圖中繪出了马耳他之围時的馬爾他駐軍。

屯駐地或駐屯地（英語：Garrison，縮寫：GAR.），於軍事術語使用時，或依其前後相關字詞之性質不同，也可譯為駐軍、衛戍部隊、駐防部隊、守備部隊、警備部隊等。駐軍即駐防在某地的軍隊；屯駐地指部隊長期駐紮或外交官員留駐於外地辦公的地方；而守備部隊是專責守禦防備的部隊；衛戍亦指防守保衛之意，衛戍部隊等同古代的禁衛軍。
其詞源來自古法語的， 原本的意思是派駐人員到一特定的位置去防守（即防衛）；在現代通常用於指代一個部隊的主基地或根據地（home base）。
因此，軍事中的涵義，相當於屯兵或軍事管治的混合，有時也可用於指代軍監或拘留營、戰俘營等。如美軍軍語中，是指在監罪犯。
屯駐地通常位於城市、城鎮、要塞、城堡等地。軍管城鎮（Garrison town）則是鄰近軍事基地，由軍方或具有軍人背景的官員加以管治的城鎮，例如戰地時期的金門。

## 阿拉伯：軍管城鎮
軍管城鎮（Garrison town）曾是阿拉伯穆斯林軍隊在征服中東土地過程時所使用的方法，以增加他們對於原住民的統治優勢。
为了占领非阿拉伯、非伊斯兰地区，阿拉伯统治精英将游牧的阿拉伯部落从沙漠中带走，征召入伊斯兰军队，定居在驻军城镇，并分享Jizya战利品。阿拉伯伊斯兰驻军的主要用途是控制这些被征服和占领领土上的土著非阿拉伯人民，并作为驻军基地，在尚未被控制的土地上发动进一步的伊斯兰军事行动。 阿拉伯伊斯兰驻军的第二个方面是将上述游牧的阿拉伯部落从他们在阿拉伯半岛的原始家乡地区连根拔起，以主动避免这些部落民族，特别是他们的年轻人反抗 在他们中间建立了伊斯兰国家。

## 英國：屯駐地

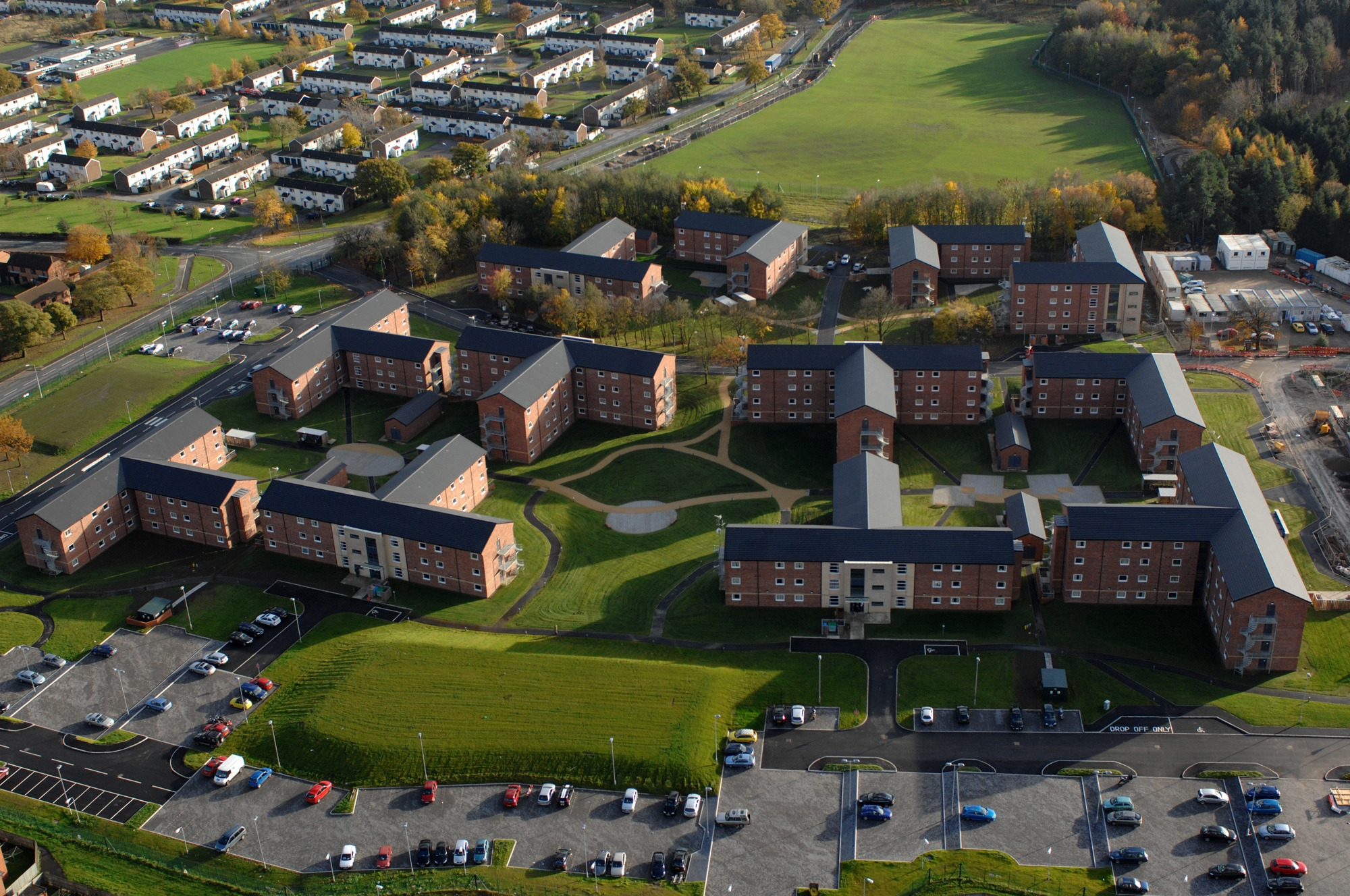
卡特瑞克屯駐地的單身宿舍

參見：英國陸軍屯駐地列表
在英國，「Garrison」也專指若干重要的軍事單位。譬如奧爾德肖特屯駐地、 卡特瑞克屯駐地、科爾賈斯特屯駐地、蒂德沃思（一個軍管城鎮）、巴爾福德營和英國陸軍倫敦軍區。他們擁有自己的軍事總部，和不只一處的營房或營區。指揮官通常是一位上校、准將（Brigadier，屬校級軍官）或是少将，並由一位駐軍士官長協助。

## 愛爾蘭：駐軍
在爱尔兰岛，足球（與蓋爾式足球不同），歷史上曾稱為駐軍比賽（garrison game）或駐軍運動（garrison sports），原因與在愛爾蘭城市和城鎮服役的英國陸軍有關。

## 日本：駐屯地與衛戍地
在當代日本，陸上自衛隊擁有的軍用設施稱作「駐屯地」（／ Chutonchi），例如日本防衛省所在的市谷駐屯地（市ヶ谷駐屯地），然而這些駐屯地的英語名稱不使用，而是。海上自衛隊或航空自衛隊的設施則不稱駐屯地，而稱「基地」（／ Kichi）。
而日本投降前的大日本帝國陸軍時期，曾與英軍類似，將基地稱為衛戍地，其部隊長稱為衛戍司令官，例如東京衛戍司令官（／ Tokyo Eijyu Shireikan）。衛戍地設有衛戍醫院（衛戍病院）、衛戍監獄（衛戍刑務所）或衛戍拘留所（衛戍拘置所）等設施，均屬衛戍司令官所管。

## 以色列：garrison
在 以色列 中，“Garrison”是守卫特定以色列区域的常规单位，需要保护以免受战斗人员的攻击。 部署在約旦河西岸地區領土糾紛的以色列驻军在聯合國安理會242號決議下經确认为被占领，等待所有区域战斗人员和平承认。

## 古羅馬：殖民地
It was an old custom in ancient Italy to send out colonies for the purpose of securing new conquests. The Romans, having no 常備陸軍, used to plant bodies of their own citizens in conquered towns as a kind of garrison.

## 中國：駐特別行政區部隊
中國人民解放軍駐香港部隊和駐澳門部隊，簡稱駐港部隊或駐澳部隊，是中華人民共和國中央人民政府分別派駐香港特別行政區及澳門特別行政區負責防務的國家武裝部隊，由陸軍、海軍和空軍部隊組成，隸屬中華人民共和國中央軍事委員會。